# افراز مجموعه

افراز بر روی دایره

در نظریه مجموعه‌ها اِفراز یک مجموعه (پارتیشن‌بندی یک مجموعه) (به انگلیسی: Partition of a set) یعنی تبدیل کردن آن به زیرمجموعه‌هایش به طوری که، اشتراک هر کدام از آن زیرمجموعه‌ها با یکدیگر مجموعه تهی باشد (مجموعه‌های مجزا) و اجتماع تمامی زیر مجموعه‌ها برابر با مجموعه افراز شده باشد.
فرض کنید {\displaystyle X} مجموعه‌ای غیرتهی باشد. منظور از یک افراز {\displaystyle X} مانند {\displaystyle {\mathcal {P}}}، یک مجموعه از زیرمجموعه‌های ناتهی {\displaystyle X} است({\displaystyle {\mathcal {P}}\in \mathbb {P} (X)}) به قسمی که:
- اگر {\displaystyle B,A\in {\mathcal {P}}} و {\displaystyle A\neq B}، آنگاه {\displaystyle A\cap B=\varnothing }.
- {\displaystyle \bigcup _{C\in {\mathcal {P}}}=X}

به تعبیر شهودی افراز {\displaystyle X}، یک «تقسیم {\displaystyle X}» به قطعه‌هایی مجزا و ناتهی است.

## مثال
مجموعه‌های {\displaystyle P=\left\{\left\{1,5\right\},\left\{2,4,6\right\},\left\{8,9\right\}\right\}} افراز مجموعهٔ {\displaystyle M=\left\{1,2,4,5,6,8,9\right\}} می‌باشند، اما برای {\displaystyle \left\{1,2,3,4,5,6,7,8,9\right\}} افراز درستی نیستند، زیرا ۳ و ۷ عضوی از زیرمجموعه‌های موجود در {\displaystyle P} نیستند.
{\displaystyle \left\{\left\{1,2\right\},\left\{2,3\right\}\right\}} افرازی از هیچ مجموعه‌ای نمی‌باشند، چون {1,2} و {2,3} مجموعه‌هایی مجزا نیستند.
افرازهای {1, 2, 3} :
- {\displaystyle \left\{\left\{1,2,3\right\}\right\}}
- {\displaystyle \left\{\left\{1,2\right\},\left\{3\right\}\right\}}
- {\displaystyle \left\{\left\{1\right\},\left\{2,3\right\}\right\}}
- {\displaystyle \left\{\left\{1,3\right\},\left\{2\right\}\right\}}
- {\displaystyle \left\{\left\{1\right\},\left\{2\right\},\left\{3\right\}\right\}}

افراز مجموعهٔ تهی، تنها خود مجموعهٔ تهی است.

## تعداد افرازهای یک مجموعهٔ متناهی
برای یافتن تعداد افرازهای یک مجموعهٔ متناهی از عدد بل {\displaystyle B_{n}} (به یاد اریک تمپل بل) استفاده می‌شود :
{\displaystyle B_{0}=1,\quad B_{1}=1,\quad B_{2}=2,\quad B_{3}=5,\quad B_{4}=15,\quad B_{5}=52,\quad B_{6}=203,\quad \ldots } 